# 贝阿尔-热奥夫雷西亚
贝阿尔-热奥夫雷西亚（法語：Béard-Géovreissiat，法語發音：[beaʁ ʒeɔvʁɛsja]）是法国东部安省的一个市镇，属于楠蒂阿区。

## 地理
贝阿尔-热奥夫雷西亚（46°11'23"N, 5°33'25"E）面积4.69 平方千米，位于法国奥弗涅-罗讷-阿尔卑斯大区安省，该省份为法国东部省份，北起汝拉省，西北接索恩-卢瓦尔省，西接罗讷省和里昂大都会，南至伊泽尔省，东与萨瓦省、上萨瓦省和瑞士接壤。
与贝阿尔-热奥夫雷西亚接壤的市镇（或旧市镇、城区）包括：布里永、伊泽诺尔、蒙雷阿勒拉克吕斯、尼里约-沃洛尼亚。

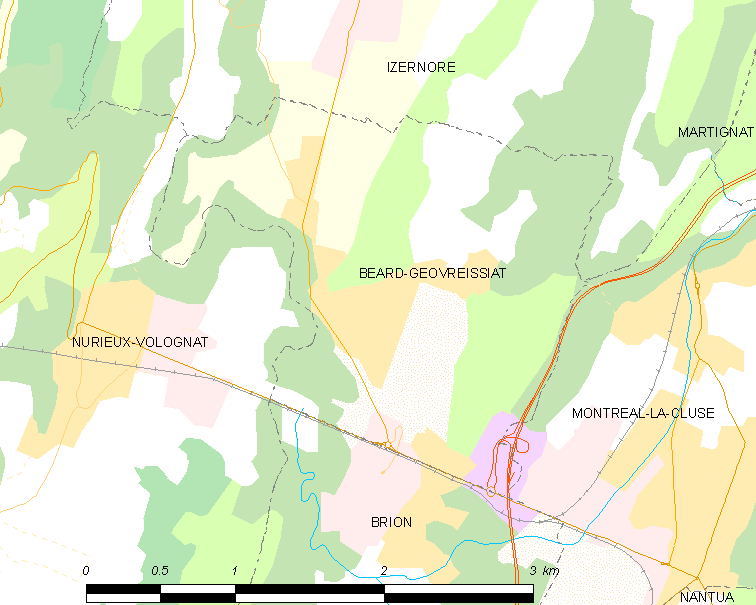
贝阿尔-热奥夫雷西亚的OSM定位图

贝阿尔-热奥夫雷西亚的时区为UTC+01:00、UTC+02:00（夏令时）。

## 行政
贝阿尔-热奥夫雷西亚的邮政编码为01460，INSEE市镇编码为01170。

## 政治
贝阿尔-热奥夫雷西亚所属的省级选区为楠蒂阿县。

## 人口

1962-2008年间贝阿尔-热奥夫雷西亚人口变化图示

贝阿尔-热奥夫雷西亚于2022年1月1日时的人口数量为1048人。